# Sergio Postigo Redondo
Sergio Postigo Redondo (Madrid, 4 de noviembre de 1988) es un futbolista español. Juega de defensa y su equipo es el C. D. Mirandés de la Segunda División de España.

## Trayectoria
Nacido en Madrid, se formó en las categorías inferiores del C. D. Leganés, debutando con el primer equipo en Segunda B en la temporada 07-08, cuando era futbolista del filial. Hasta la temporada 09-10 permaneció en el primer equipo.
En julio de 2010 fichó por el C. A. Osasuna, jugando con el Osasuna "B" en Segunda B. El 13 de enero de 2012 debutó con el primer equipo en los últimos once minutos en la derrota 1:2 contra el F. C. Barcelona en Copa del Rey.
En mayo de 2012 se desvinculó del equipo navarro, fichando por el Getafe "B". A final de la temporada volvió al C. D. Leganés. Allí ejercía de primer capitán de la plantilla.
En julio de 2015 pagó la cláusula de 300 000€ y abandonó el club pepinero con destino al Spezia Calcio 1906 de la Serie B italiana.
En 2016 llegó al Levante U. D. En su primera temporada marcó un gol al Real Oviedo que permitió al equipo ascender a Primera División, debutando en la categoría unos meses después. En total estuvo ocho años y en el momento de su marcha era, con 210, uno de los diez jugadores con más partidos en la historia del club.
El 17 de julio de 2024 fichó por el C. D. Mirandés con el que firmó por una campaña. Tras la misma llegó a un acuerdo con el club para continuar un segundo año.

## Clubes
| Club               | País   | Año       | PJ (goles) |
| ------------------ | ------ | --------- | ---------- |
| C. D. Leganés "B"  | España | 2007-2008 | 8 (0)      |
| C. D. Leganés      | España | 2007-2010 | 28 (2)     |
| C. A. Osasuna "B"  | España | 2010-2012 | 51 (2)     |
| C. A. Osasuna      | España | 2012      | 1 (0)      |
| Getafe C. F. "B"   | España | 2012-2013 | 30 (1)     |
| C. D. Leganés      | España | 2013-2015 | 61 (3)     |
| Spezia Calcio 1906 | Italia | 2015-2016 | 34 (3)     |
| Levante U. D.      | España | 2016-2024 | 210 (6)    |
| C. D. Mirandés     | España | 2024-     | 14 (0)     |